# ユージーン・ブレット
ユージーン・ブレットはアメリカ合衆国のシリアルキラー。インディアナ州ゲーリーで性的欲求目的で8歳の女児を殺害した。ブレッドは捜査本部に他8名の殺害を自供したが、立件は見送られた。1996年4月26日に司法取引により終身刑が宣告された。他の犠牲者の立件が見送られたのは遺族がプライバシーを明かされるのを拒んだためとされる。

## 犯罪
1995年8月22日、ブレットは、インディアナ州の森林で遊びに来ていた8歳の女児を強姦後、絞殺。

## 逮捕
1987年に10代の女性を強姦して懲役30年の有罪判決（模範囚として刑期の半分で出所）を受けていたことや犠牲となった女児の爪跡からブレットの着ていた衣類の繊維が検出されたことで警察から事情聴取後、ホームレスシェルターの牧師に懺悔、警察に出頭。